# Bachir Yellès
Bachir Yellès Chaouche (arabe : بشير يلس), né le 12 septembre 1921 à Tlemcen et mort le 16 août 2022 à Alger, est un peintre algérien.
Il est l'un des protagonistes de la peinture algérienne contemporaine et a conçu le Monument aux Martyrs. Il a vécu et travaillé à Alger.

## Biographie

### 1921-1962
Bachir Yellès est né en 1921 à Tlemcen. Il fait ses études secondaires au collège De Slane à Tlemcen entre 1932 et 1942, puis de 1943-1947 à l'École des beaux-arts d'Alger dans les ateliers d'Andrée Du Pac et de Louis Fernez.
En 1944, il participe à la première exposition de peintres et miniaturistes musulmans d'Algérie au Cercle franco-musulman d'Alger aux côtés notamment d'Ali-Khodja, Hemche, Ranem et Temmam. Il y expose Portrait du cadi de Tlemcen et Mariage à Tlemcen (miniatures) ; Paysage de Tlemcen et Mosquée de Sidi Haloui (peintures).
En 1946, la miniature Ben Badis est reproduite à 5 000 exemplaires en héliographie. L'original est vendu à l'Association des oulémas.
En 1947, il reçoit le prix d'honneur des beaux-arts décerné par le Gouvernement général de l'Algérie. Pour une exposition à Tlemcen, il envoie Ruelle de Sidi Bellahcène, Tour de Mansourah, Mauresque et Le Mendiant.
Entre 1947 et 1950, Bachir Yellès est élève à École des beaux-arts de Paris dans les ateliers d'Eugène Narbonne et de Nicolas Untersteller.
En 1948, ses œuvres font l'objet d'une exposition personnelle dans la salle du syndicat d'initiative à Tlemcen, où il expose une Vue de l'atelier, ainsi que des œuvres  inspirées de la ville natale, des dessins et natures mortes. Son ami Dib écrit la préface du livret qui commente l'évènement.
En 1950, il contribue avec Baya et Orlando Pelayo aux illustrations du deuxième numéro de la revue Soleil de Jean Sénac et participe en avril à l'exposition des « Peintres de la revue Soleil » aux salles de l'Alhambra et de la Maison de l'Artisanat, rue d'Isly (aujourd'hui rue Larbi Ben M'hidi) à Alger.
Entre 1950 et 1952, il est fonctionnaire des Services de l'artisanat à Alger (cabinet de dessin de Lucien Golvin). Il peint le Portrait  de Georges Marçais. Il devient chef de circonscription artisanale à Tlemcen ; El Oued.

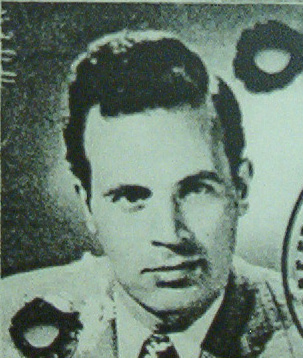
Bachir Yellès, l'année de son séjour à la Casa de Velázquez à Madrid (1953).

En 1952, Bachir Yellès est lauréat de la bourse Air France, puis entre 1952 et 1953, il est lauréat d'une bourse de séjour à la Casa de Velázquez à Madrid (23e promotion) notamment avec ses amis Émile Courtin, Albert Zavarro et Geoffroy Dauvergne. Il y redécouvre l'art hispano-mauresque.
Entre 1953 et 1958, il est au service de l'artisanat à Aflou ; Alger.
Il écrit une monographie sur les bijoux du Djebel Amour, dont il a calligraphié le texte et dessiné les illustrations en 1953 ; le livre inédit est resté à l'état de manuscrit.
En 1954, il rédige l'article « Les bijoux du Djebel Amour » dans le no 35 d'Algéria de février 1954.
En 1955, il participe a une exposition des œuvres des candidats au grand prix artistique de l'Algérie, où il expose Mariage à Tlemcen (miniature), Paysage (peinture). Au 50e Salon des artistes algériens et orientalistes, il envoie Présentation de la mariée à Tlemcen (miniature). L'exposition des peintres musulmans à la galerie Colline à Oran montre sa Fête arabe et Qoubba. À l'exposition de peintres musulmans au Cercle Lélian, il expose Cortège nuptial à Tlemcen, Portrait de jeune fille, La jeune fille au fauteuil, Nu (dessin), Paysage d'El-Biar et Portrait de Georges Marçais.
Il remporte le diplôme national des beaux-arts de Paris (hors-concours) en 1958.
Entre 1958 et 1962, il est inspecteur régional de l'artisanat en Kabylie.
En 1960, il reçoit la commande d'une décoration du collège technique d'Oran, deux fresques de 8 × 2 m : Scènes champêtres et Mariage à Tlemcen. La même année, il participe à une exposition au festival de la Jeunesse à Helsinki .

### 1962-1982
Entre 1962 et 1982, Bachir Yellès est le premier directeur de l'École nationale d'architecture et des beaux-arts d'Alger.
En 1962, il expose au premier Salon de l'Indépendance, où il présente un ensemble dans un style décoratif qui lui est personnel avec des tons en à-plats très propres à la tapisserie. Il devient président fondateur de l'Union nationale des arts plastiques (UNAP) en 1963. Il participe à l'exposition Peintres algériens, organisée à Alger à partir du 1er novembre 1963 et préfacée par Jean Sénac.Il y expose sa Guerre d'Algérie (1963).
En 1964, il organise le premier Salon de l'UNAP, où il envoie Retour des champs (ambassade d'Algérie à Paris), La Mère et Paysage. Il participe en avril à l'exposition Peintres algériens au musée des Arts décoratifs de Paris avec Guerre d'Algérie (1963) et deux œuvres intitulées Composition (1964).
Il réalise des maquettes de timbres poste entre 1967 et 1984. Les plus connus de ses timbres sont les deux séries de costumes (1971-1975), de tapis (1968) algériens et de métiers d'artisans (1981).
Il crée une fresque à l'[ambassade d'Algérie à Paris en 1969. Parallèlement à ses activités professionnelles, à la fin des années 1960, début des années 1970, Bachir Yellès est secrétaire général de l'Association d'amitié Algérie-France dont le président est M'hamed Yala, alors wali d'Alger, et le siège à El Kettani à Bab El Oued.
En 1970, il peint une fresque à l'ambassade d'Algérie à Beyrouth, puis à la wilaya (préfecture) de Sétif.
En 1972, il peint une autre fresque à la wilaya de Batna.
En 1973, il est le sujet de l'article de presse « Styles des arts plastiques en Algérie » dans Algérie Actualité du 2-8 septembre 1973.
Il devient conservateur par intérim du musée national des beaux-arts d'Alger en 1975.

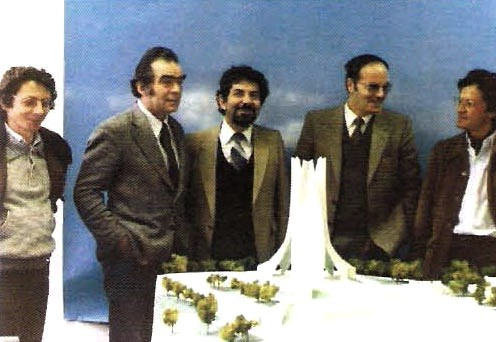
Bachir Yellès avec les ingénieurs de Lavalin devant la maquette de Maqam E'Chahid (1981).

Entre 1981 et 1982, il se rend à plusieurs reprises au Canada dans le cadre des études pour la réalisation du Mémorial du Martyr (Maqam E'Chahid), dont la maquette a été réalisée à l'École des beaux-arts sous sa direction.

### Après 1982
Entre 1982 et 1992, Bachir Yellès est conseiller auprès du ministre de la Culture.
En 1984, il effectue des aménagements architecturaux et de décoration du palais de la Culture.
En 1992, il devient chargé de l'aménagement du pavillon algérien à l'Exposition universelle de Séville.
Entre 1993 et 2004, il fait plusieurs interventions à caractère plastique et architectural à l'École supérieure de la  Marine, la mosquée Émir Abd El-Kader de Constantine, le Centre national des archives, le siège de la Banque d'Algérie à Tizi-Ouzou, l'annexe de la Banque d'Algérie à Alger.
En 2007, un hommage est rendu à Bachir Yellès par l'Union nationale des arts culturels avec les anciens élèves et professeurs de l'École nationale d'architecture et des beaux-arts d'Alger, galerie Racim à Alger. Exposition des membres fondateurs de l'UNAP.

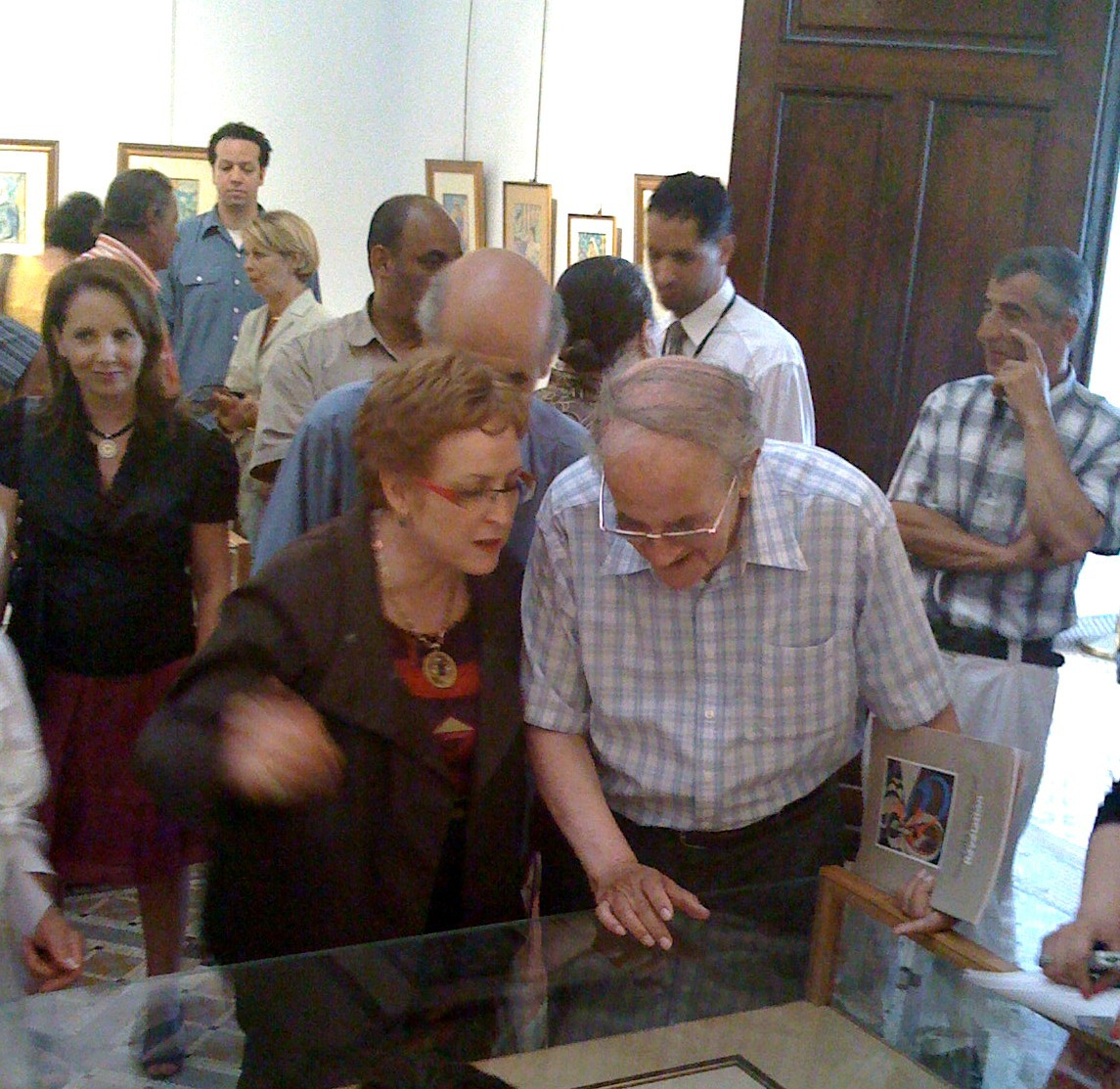
Bachir Yellès avec la ministre Toumi au musée national des Beaux-Arts d'Alger en 2009.

En 2009, il fait une exposition au musée national des Beaux-Arts d'Alger. Peintures, gouaches, aquarelles, dessins, maquettes de timbres, études architecturales et monographie sur les bijoux du Djebel Amour sont présentés. Une salle du musée des Beaux-Arts est baptisée du nom du peintre.
En 2011, dans le cadre de « Tlemcen capitale de la culture islamique », il fait une exposition intitulée Les peintres de Tlemcen et de ses environs. Un hommage est rendu à Bachir Yellès et Choukri Mesli.
En 2012, un hommage est rendu à Bachir Yellès lors de la journée mondiale de l’architecture à Oran.
En 2014, l'École supérieure des beaux-arts d'Alger rend hommage à Bachir Yellès, son premier directeur.
Le 8 juin 2021, journée nationale de l'Artiste, en hommage au doyen des artistes algériens Bachir Yellès, 50 artistes, anciens élèves de l'école nationale des beaux-arts exposent au musée national des beaux-arts d'Alger.

## Œuvres

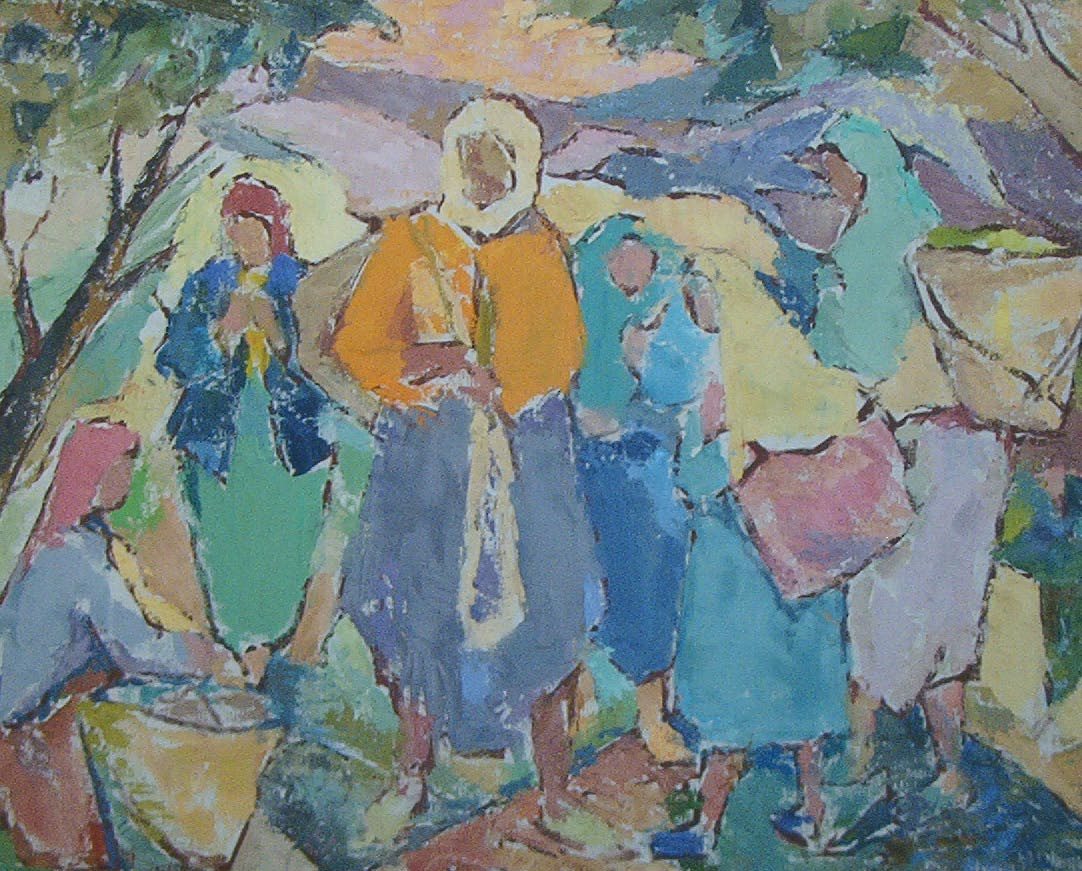
Scène de campagne en Kabylie (2005), localisation inconnue.

Bachir Yellès est une figure de proue dans l'histoire de la peinture algérienne contemporaine puisqu'il contribue à la naissance, à l'indépendance de l'Algérie, d'une École des beaux-arts authentiquement algérienne et à l'essor de l'activité picturale en formant, durant deux décennies, des générations de jeunes peintres, architectes, céramistes, sculpteurs, etc. Il est également à l'origine de la fondation de la première association des arts plastiques qu'il va présider à sa création en 1963.
Peintre figuratif, inspiré par les paysages tlemcéniens et kabyles, Bachir Yellès a pratiqué diverses techniques des beaux-arts : dessin, miniature, fresque, céramique, architecture. Ses œuvres sont conservées dans des collections publiques en Algérie (musée national des Beaux-Arts d'Alger) et à l'étranger ainsi que les différentes ambassades d'Algérie à Paris, Washington, New York et Londres.
Parmi les réalisations les plus connues du grand public se distinguent la conception du Monument des Martyrs d'Alger (Maqam E'chahid), la crypte du musée du Moudjahid, l'esthétique du palais de la Culture, l'horloge du Centre des arts à Riadh El Feth, le Portrait de Georges Marçais[Où ?], la miniature  de Ben Badis[Où ?], la fresque qui orne l'ambassade d'Algérie à Paris, ainsi que de nombreux timbres-poste, en particulier les séries sur les costumes, les tapis algériens et les artisans algériens.
Mohammed Dib a écrit à son sujet : « Tout ce qu'il fait se caractérise par une grande probité. Probité qui en arrive même parfois à prendre trop de précautions pour rester inentamée ».
Bachir Yellès est l'auteur de plusieurs articles parus dans des revues spécialisées nationales et internationales, ainsi qu'une monographie sur les bijoux du Djebel Amour.
Il réalise des interventions architecturales et plastiques à Alger : Maqam E'chahid, palais de la Culture, Cour suprême, Centre national des archives, École supérieure de la Marine (Tamentefoust), Banque d'Algérie et à Constantine sur la mosquée Emir Abdelkader.

## Œuvres dans les collections publiques
- Alger :
  - Musée national des Beaux-Arts :

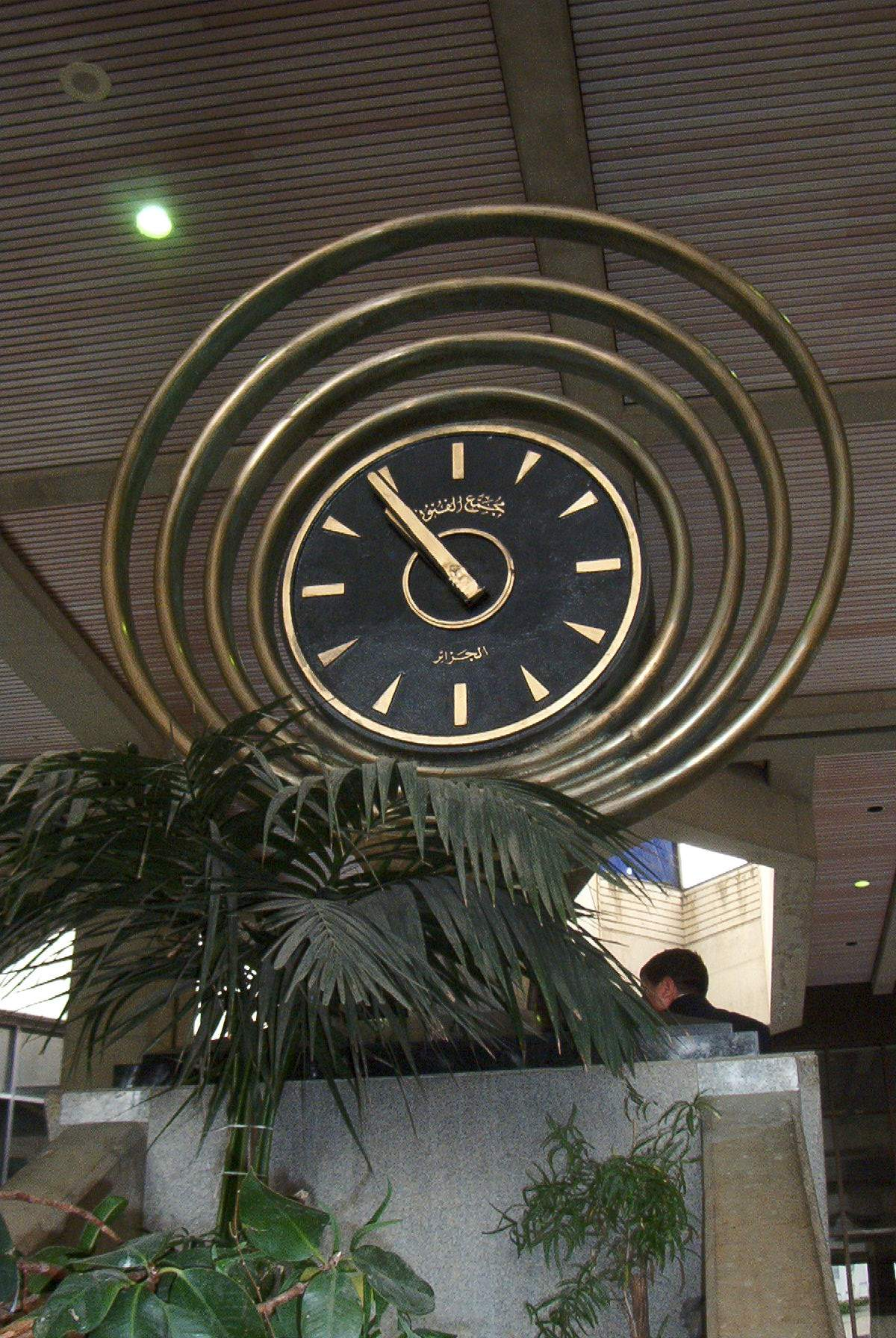
Horloge du Centre des arts à Alger, conçue par Bachir Yellès.

    - Portrait d'un artisan de Tlemcen, 1948, huile sur toile ;
    - La Madrilène, 1952, crayon ;
    - L'Américaine, 1952, huile sur toile ;
    - Femme au bouquet, 1959, huile sur toile ;
    - Guerre d'Algérie, 1963, 122 × 80 cm ;
    - Femme à la fleur, 1967 ;
    - Buste de femme, 1969, acrylique sur toile ;
    - Les Joueurs de carte ;
    - La Fileuse, 1969.
- Béjaïa :
  - Musée Bordj Moussa :
    - Jeunes filles dans un intérieur, 1956.
- Bou-Saada :
  - Musée national Nasreddine-Dinet :
    - Paysage d'Hydra, 1953.
- Constantine :
  - Musée national Cirta : 
    - La Place du Gouvernement, 1949.

## Réception critique
- Mohammed Zerrouki, « Exposition Bachir Yellès, l'art pictural à Tlemcen », Oran Républicain, 9 octobre 1947 : « Bachir Yellès rompt délibérément avec l'algérianisme et ses tons brûlants et agressifs. Soigneusement tamisées, ses tonalités évoquent douceur et discrétion. Les toiles de l'exposition révèlent un art qui ne se cristallise pas mais qui cherche à travers même la variété des sujets et des scènes, son unité et son originalité. »
- Mohammed Dib, préface du catalogue de l'exposition de peintures et dessins de Bachir Yellès, salle du syndicat d'initiative, place du Mechouar à Tlemcen le 25 novembre 1948 : « Ce qui de prime abord nous frappe dans ses œuvres, c'est la somme d'expérience qui les charge, en fait, l'expression authentique d'un tempérament […] Les dessins sont beaux et graves. La pure abstraction qu'est un dessin n'empêche nullement dans ceux-ci le rayonnement charnel. »
- Fernand Arnaudiès, « Exposition de peintres musulmans au cercle Lélian », La Dépêche quotidienne, 8 avril 1955 : « Bachir Yellès qui fut pensionnaire de la Casa de Velazquez est un artiste de classe. Il s'exprime sobrement avec une belle spontanéité d'émotion, avec une logique constructive qui fait le charme réel de son œuvre. L'éclat des couleurs, les contrastes souvent heurtés mais jamais dissonants, l'heureuse synthèse des formes, ajoutent encore un caractère singulièrement expressif […] Mais Yellès paraît nourrir certaine passion pour le dessin. Son trait est d'une admirable finesse, dune acuité expressive remarquable. Je citerai ce délicat portrait de G. Marçais, ce nu vu de dos, ce portrait de jeune fille. Ils rejoignent, par leur pureté classique l'œuvre accomplie de nos maîtres du crayon. »
- Marcelle Blanchet, « Une initiative d'Air France en faveur des peintres », L'Écho d'Alger, 1955 : « Yellès, qui a su assimiler la leçon européenne en gardant ses qualités d'oriental, évoque pour nous Tlemcen et le Chenoua avec des couleurs éclatantes. »
- Odette Pfister, « Transposant la miniature ancestrale, le peintre Bachir Yellès décore le Collège technique de jeunes filles d'Oran », Journal d'Alger, 27 septembre 1960 : « Le “grand silencieux” l'appellent ses camarades de cours chez Lhot et Fernez […] À Paris, jusqu'en 1948, il fréquentera assidûment les ateliers Narbonne et Untersteller. Ses participations à diverses expositions d'ensemble sont toujours relevées avec intérêt par la critique parisienne. »
- Louis Eugène Angeli, « M. Bachir Yellès est nommé directeur de l'École Nationale des Beaux-Arts d'Alger qui ouvrira ses portes le 15 novembre », La Dépêche d'Algérie, 9 novembre 1962 : « M. Bachir Yellès, fort connu dans les milieux de la peinture algérienne, vient d'être nommé directeur de notre première école d'enseignement des Beaux-Arts en Algérie […] Au cours de sa double carrière artistique et administrative, (il) n'a cessé d'exposer dans nos différents salons à Alger, à Oran. Il a fait des expositions à Paris, Madrid, Tunis, Alger, Oran et cette année encore à Helsinki, au festival de la Jeunesse […] M. Bachir Yellès nous a reçu dans son bureau de l'école du Parc Gatliff. Les traits fins dans un visage racé, le nouveau directeur, très discret, nous a accordé un entretien d'une exquise urbanité […]. Une belle et noble tâche attend M. Bachir Yellès à ce poste éminent dont dépend la formation artistique de la jeunesse algérienne. »
- A. Aaroussi, président de l'UNAC, préface à l’hommage à B. Yellès, galerie Racim, juillet 2007 : « B. Yellès, l'artiste qui avait la tâche de conduire la locomotive des arts (en Algérie ndlr). Un militant de l'art rompu à la besogne, un manager de grand talent. Un homme aux vertus multiples à qui les artistes rendent hommage aujourd'hui. »
- Dalila Mahammed Orfali, directrice du musée national des Beaux-Arts d'Alger, Bachir Yellès, ancrage d'une mémoire, juin 2009 : « Née dans un siècle où l'Histoire aura tout dominé, l'œuvre de Bachir Yellès, historiographie esthétique infinie, n'a pu qu'être porteuse de nombreux messages et de significations multiples ; ce n'est point une œuvre façonnée par l'errance, l'incertitude ou le conformisme ; et si son contenu visionnaire s'inscrit d'évidence au premier plan de l'anthologie culturelle de notre pays, c'est parce qu'il est la résonance d'une multitude algérienne. »

Œuvres de Bachir Yellès
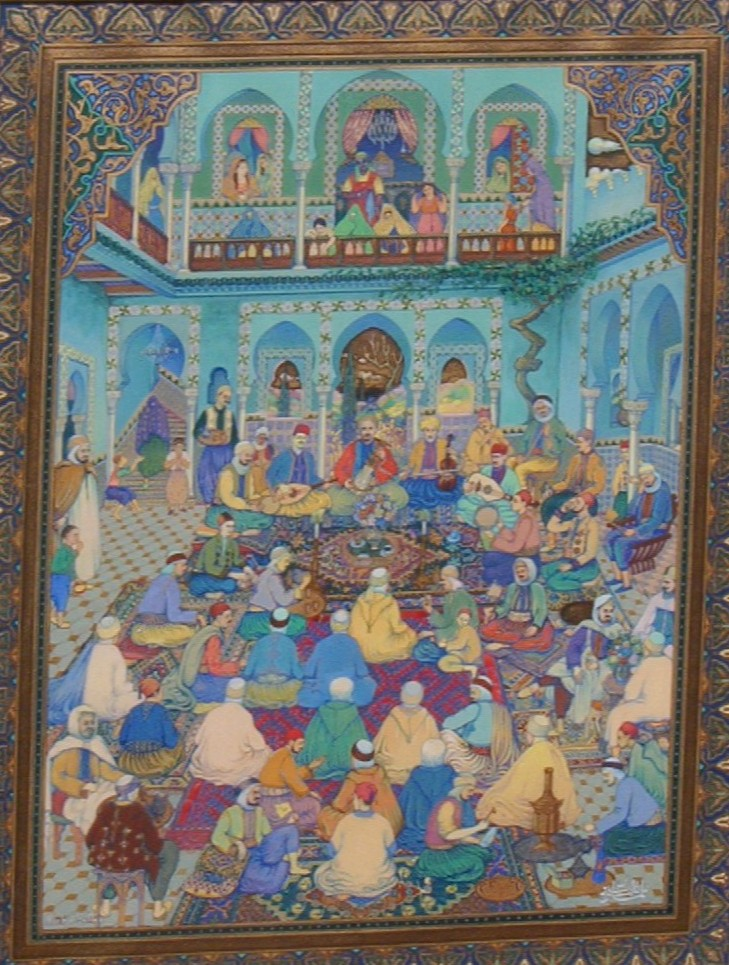
Fête à Tlemcen (1953), localisation inconnue.
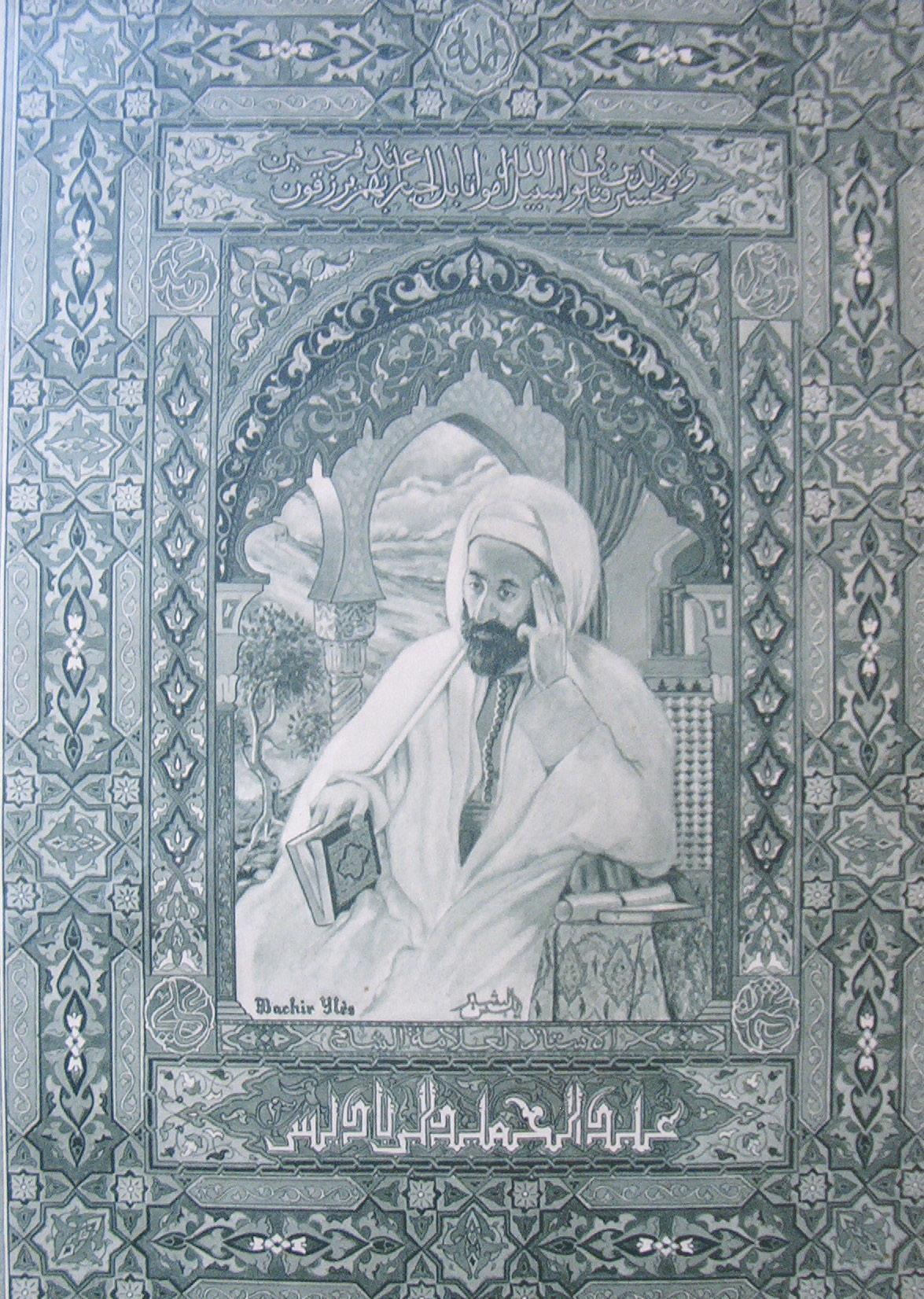
Ben Badis (1946), localisation inconnue.
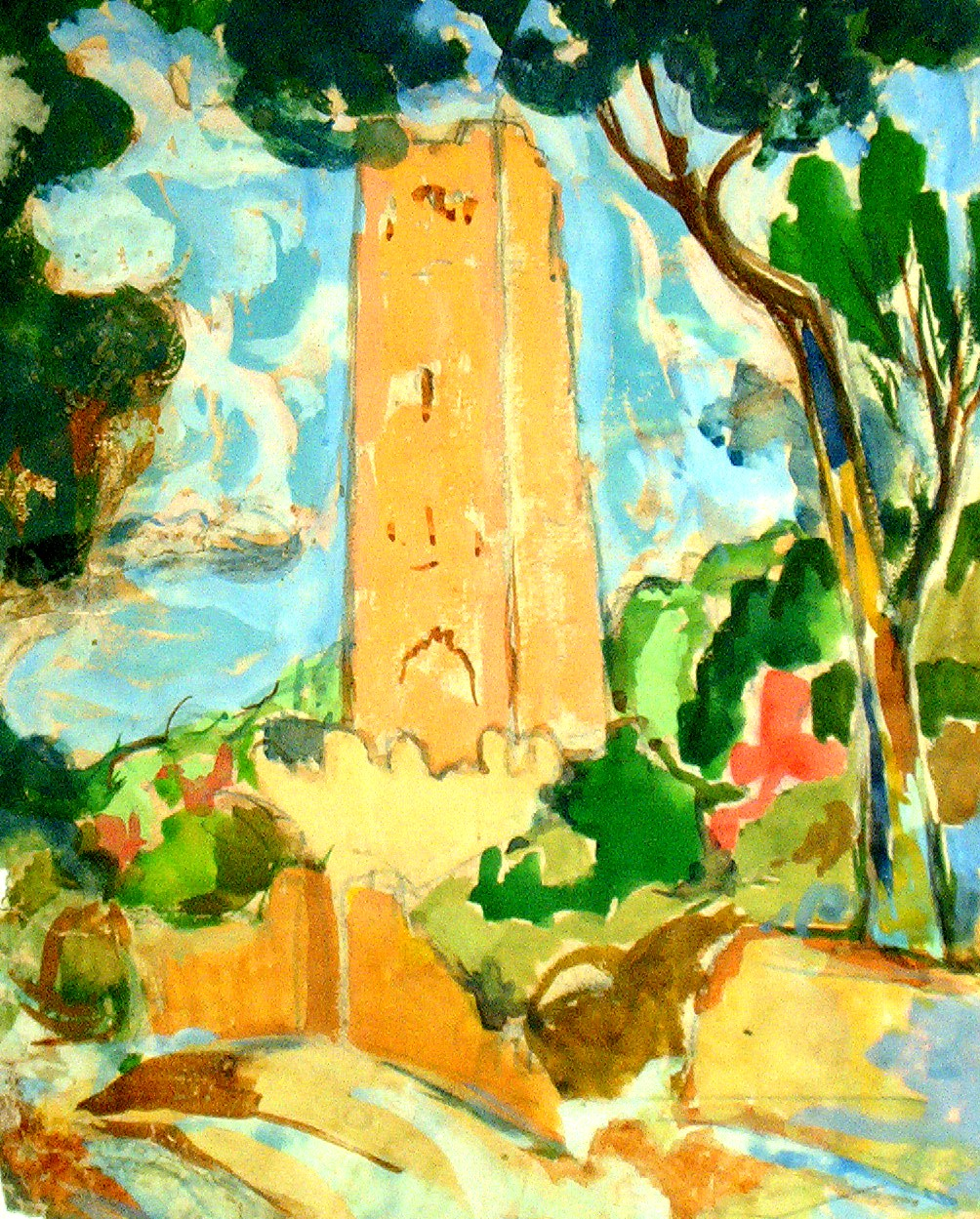
Mansourah (1947), localisation inconnue.
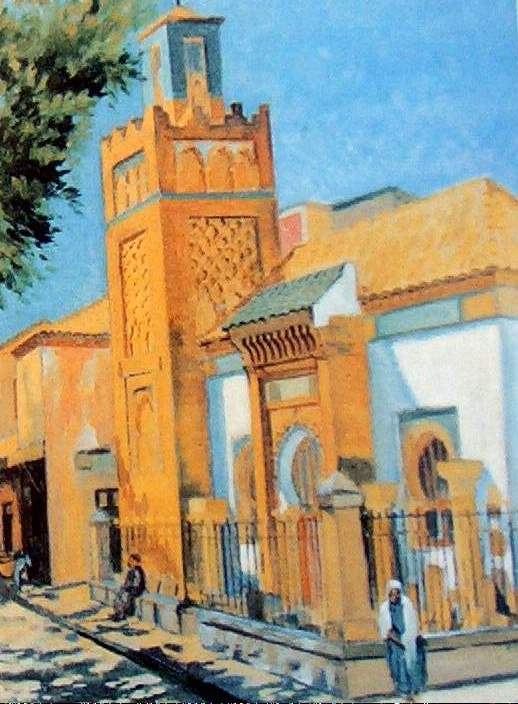
Le Musée de Tlemcen (1947), localisation inconnue.
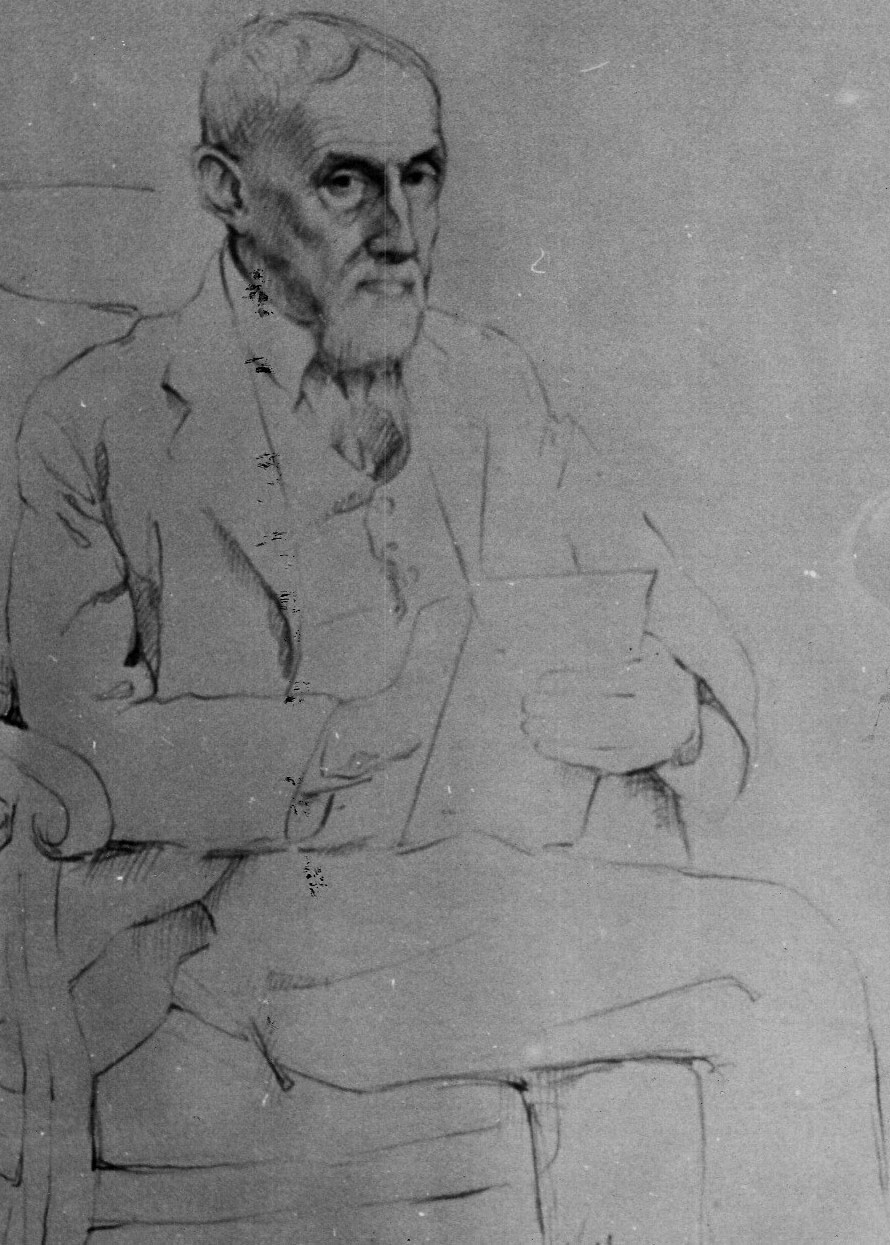
Georges Marçais (1952), localisation inconnue.
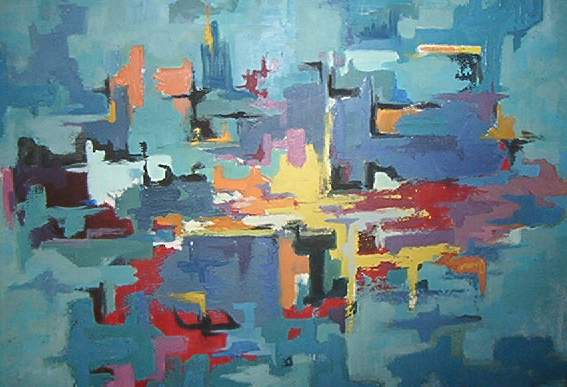
Fulgurance (1968), localisation inconnue.
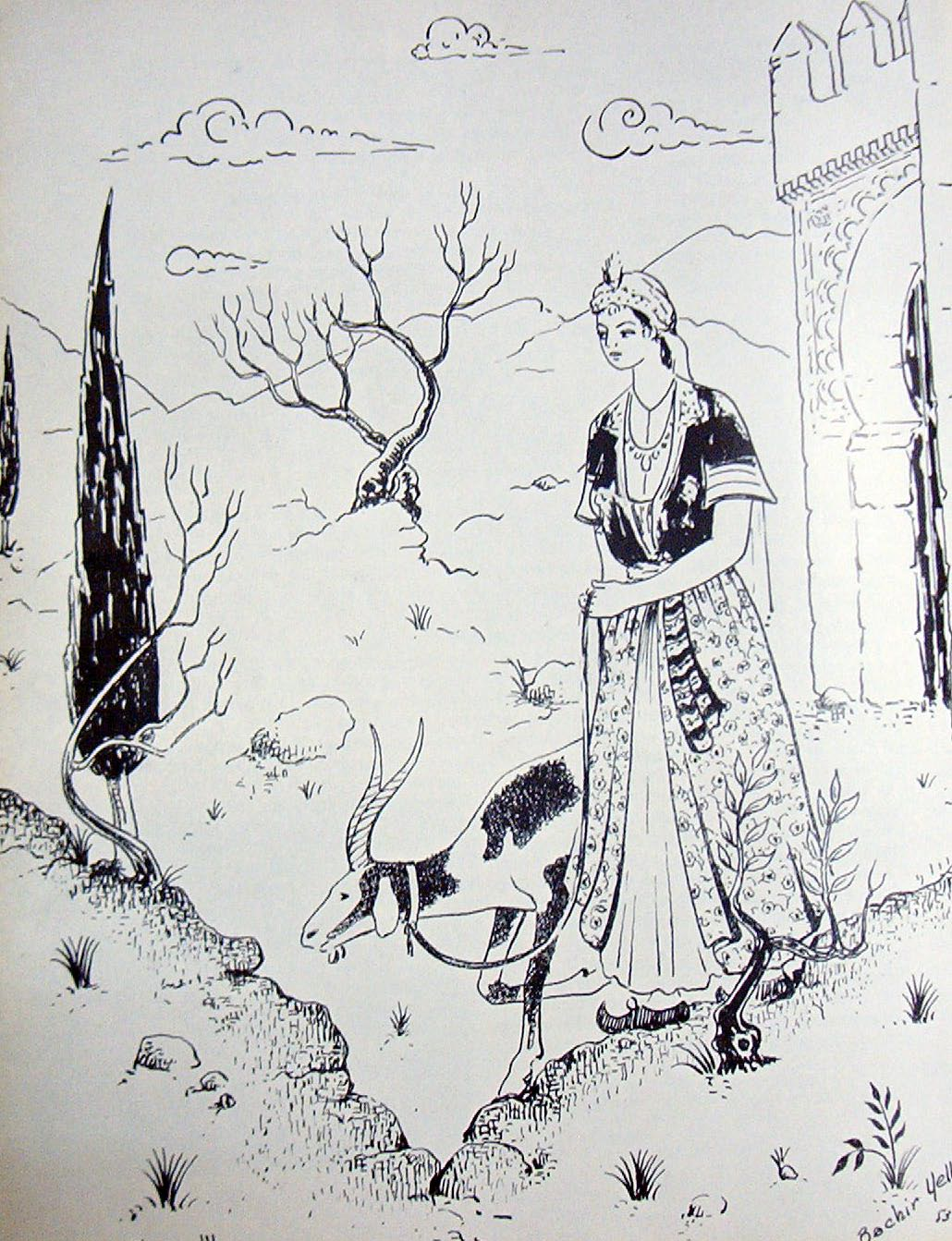
Lalla Setti (1954), localisation inconnue.
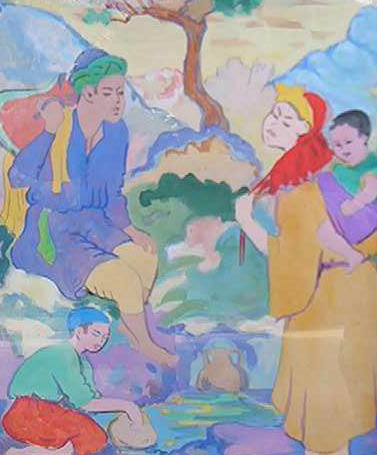
À la Source (1962), localisation inconnue.
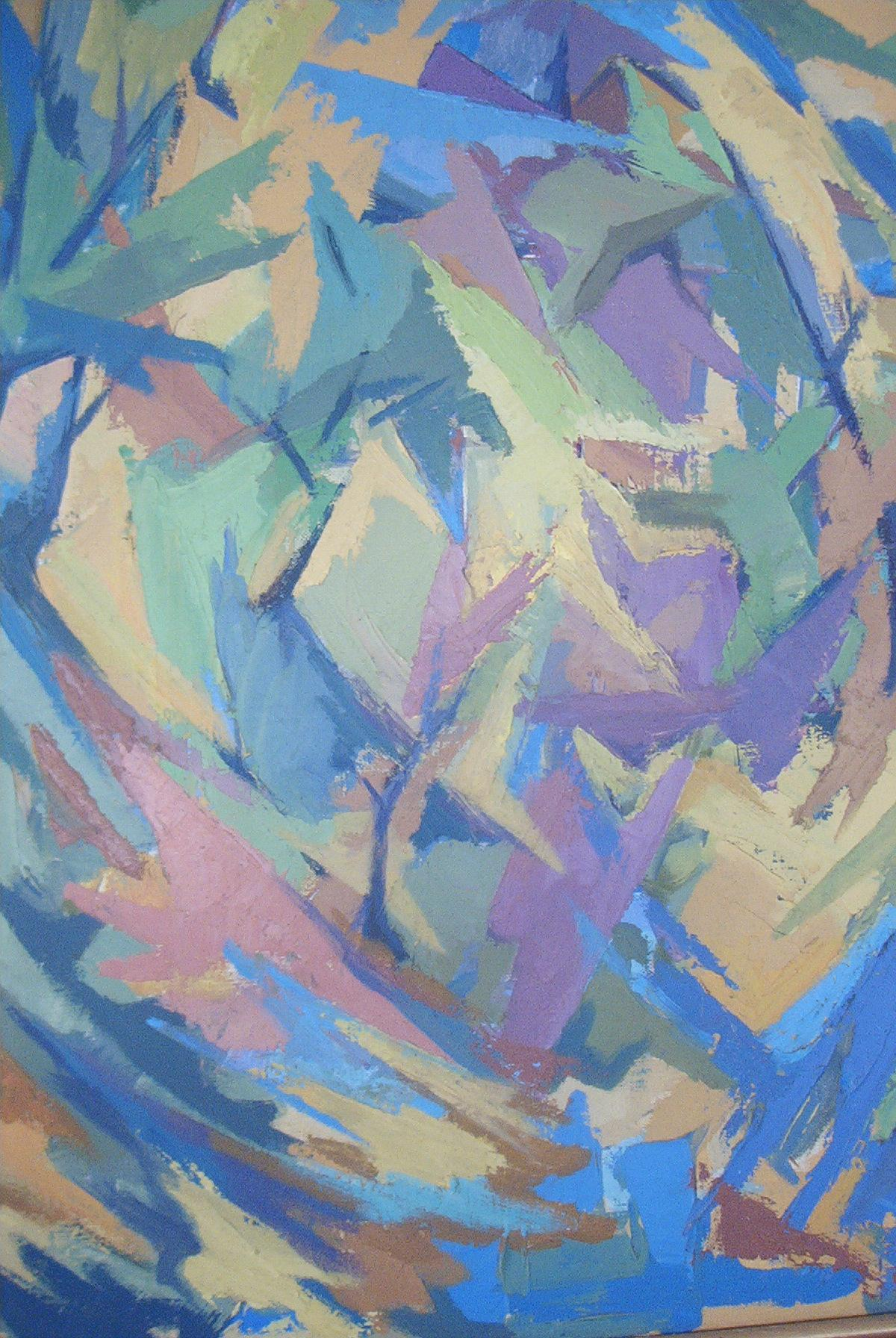
Sous-bois (1969), localisation inconnue.
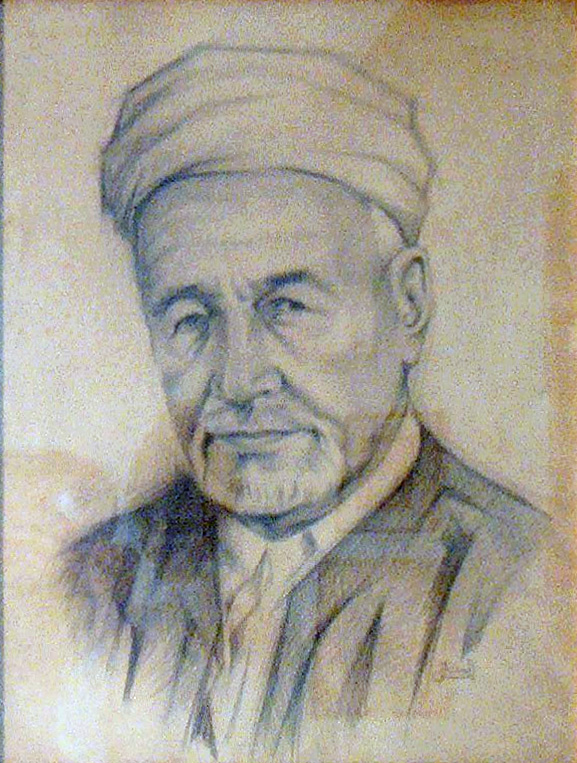
Mohamed Bachir El Ibrahimi (1975), localisation inconnue.
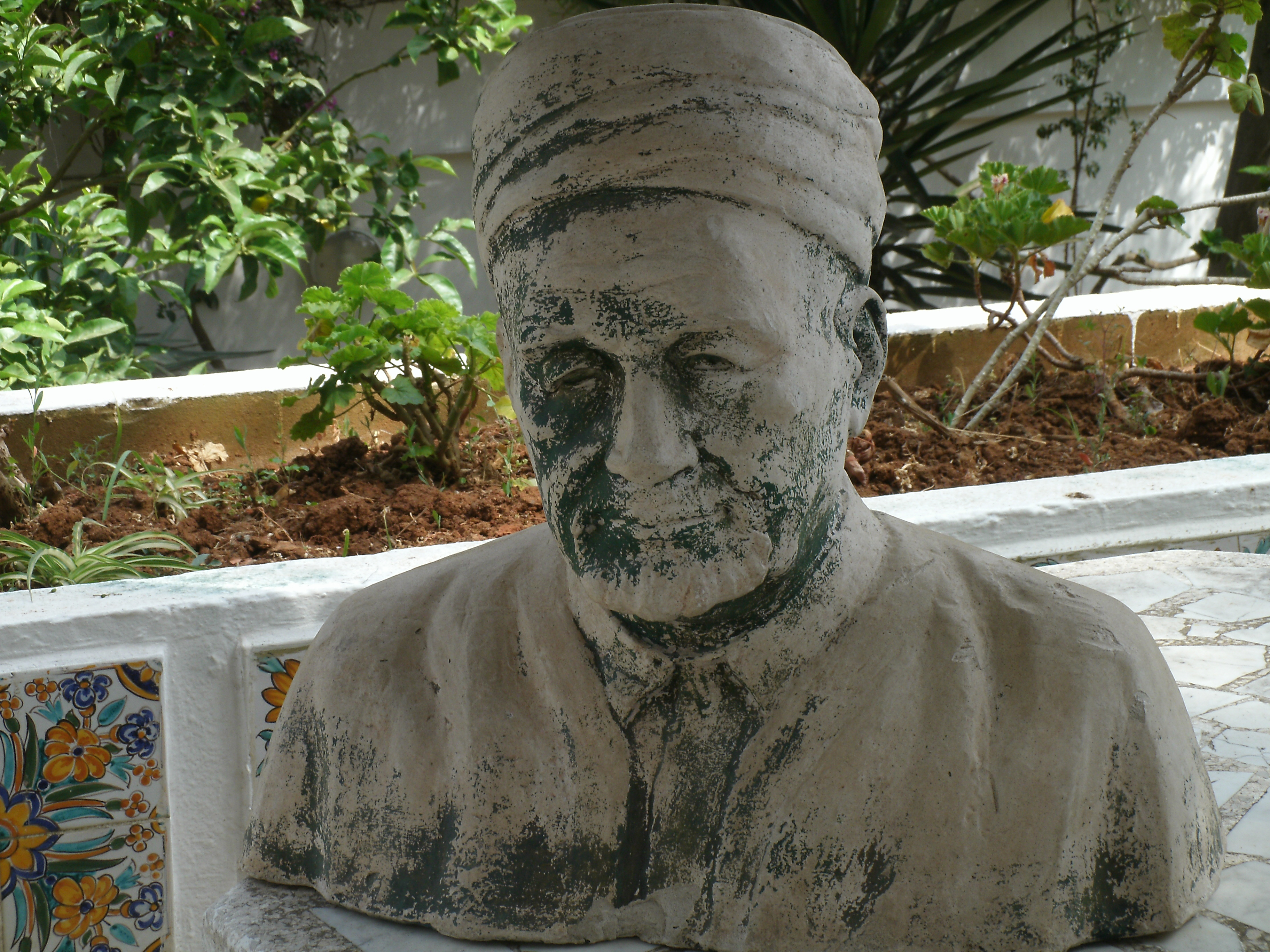
Buste du cheikh Bachir El Ibrahimi, localisation inconnue.

## Iconographie
- Anonyme, Yellès, Mme Courtin, Zavarro, Geoffroy Dauvergne, 1953, devant l'hôtel particulier des pensionnaires de la Casa à Madrid, photographie, collection Émile Courtin[16].